# Гемоспоридии
Гемоспори́дии, или кровяны́е споровики́ (лат. Haemospororida), — отряд протистов из типа Apicomplexa. Внутриклеточные паразиты со сложным жизненным циклом, включающим обязательную смену хозяев. Насчитывают свыше 500 видов, объединяемых в 15 родов. Среди представителей рода Plasmodium есть опасные паразиты человека, вызывающие малярию.

## Жизненный цикл
В качестве основного хозяина гемоспоридий выступают кровососущие двукрылые, в качестве промежуточного — позвоночные (пресмыкающиеся, птицы или млекопитающие). Согласно традиционным представлениям, переход паразита от одного хозяина к другому осуществляется исключительно во время питания насекомого на жертве: позвоночные заражаются в результате попадания в кровь слюны двукрылого, двукрылые — при заглатывании содержащей паразитов крови. Существует предположение, что некоторые рептилии могут заражаться иначе — при поедании насекомых.
Попавшие в кровь позвоночного спорозоиты приступают к интенсивному бесполому размножению — мерогонии, или шизогонии. На первых этапах мерогония протекает вне кровяного русла (например, для некоторых Plasmodium характерно заражение клеток паренхимы печени), позже меронты заражают эритроциты. После лавинообразного увеличения численности, часть паразитов прекращает деление и переходит к образованию половых стадий — гамогонии. На этом этапе гемоспоридии проявляют половой диморфизм, в частности, находящиеся в эритроцитах макрогамонты и микрогамонты отличаются по окраске. Когда такие эритроциты попадают в кишечник насекомого, гамонты преобразуются в гаметы: макрогамонт превращается в единственную макрогамету, тогда как микрогамонт делится с образованием восьми обладающих жгутиками микрогамет и остаточного тела. Гаметы покидают эритроциты и сливаются в просвете кишечника насекомого. Подвижная зигота — оокинета — мигрирует под эпителий кишечника, где хозяин образует вокруг неё капсулу. Под её оболочками зигота приступает к спорогонии — претерпевает мейотическое деление, образуя несколько спорозоитов, которые мигрируют в слюнные железы двукрылого.

## Значение для ветеринарии
Гемоспоридиозы домашних животных объединяют большую группу болезней, возбудителями которых служат беспигментные простейшие, относимые условно к гемоспоридиям, паразитирующим обычно в эритроцитах. Это трансмиссивные заболевания. В результате инвазии у животных нарушаются все системы организма, что сопровождается специфическими клиническими признаками. При отсутствии своевременной врачебной помощи заболевания могут закончиться гибелью животных.